# Światowy Dzień Żółwia
Światowy Dzień Żółwia (ang. World Turtle Day) – święto obchodzone na świecie corocznie 23 maja, mające na celu uświadomienie społeczeństwu konieczności ochrony wszystkich gatunków żółwi.

## Na świecie
Światowy Dzień Żółwia został zainicjowany w 2000 roku przez American Tortoise Rescue. Organizacja ta została założona w 1990 roku przez małżeństwo Susan Tellem i Marshalla Thompsona. Ustanowienie Światowego Dnia Żółwi ma na celu uświadomienie społeczeństwu, że każdy chociaż w drobnej części może przyczynić się do ochrony tych zwierząt.

## W Polsce
W Polsce Krajowe Obchody Światowego Dnia Żółwia zostały zainicjowane w 2009 roku przez Wojciecha Urynowicza. Od roku 2009 Dzień Żółwia organizowany jest przez Stowarzyszenie Krakowscy Żółwiarze przy współpracy dyrekcji, nauczycieli, pracowników i uczniów zaprzyjaźnionych szkół oraz hodowców, pasjonatów i opiekunów żółwi, a także innych zwierząt egzotycznych. 
- I Krajowa Impreza z Okazji Światowego Dnia Żółwia odbyła się 06.06.2009 w Zespole Szkół Ogólnokształcących Integracyjnych nr 1 im. Janusza Korczaka w Krakowie
- II Krajowa Impreza z Okazji Światowego Dnia Żółwia odbyła się 22.05.2010 w Zespole Szkół Ogólnokształcących Integracyjnych nr 1 im. Janusza Korczaka w Krakowie
- III Krajowa Impreza z Okazji Światowego Dnia Żółwia odbyła się 28.05.2011 w Zespole Szkół Ogólnokształcących Integracyjnych nr 1 im. Janusza Korczaka w Krakowie
- IV Krajowa Impreza z Okazji Światowego Dnia Żółwia odbyła się 26.05.2012 w Młodzieżowym Ośrodku Rozwoju Społecznego w BONARKA CITY CENTER KRAKÓW
- V Jubileuszowa Krajowa Impreza z Okazji Światowego Dnia Żółwia odbyła się 25.05.2013 w Zespole Szkół Ogólnokształcących Nr 16 w Krakowie
- VI Krajowa Impreza z Okazji Światowego Dnia Żółwia odbyła się 24.05.2014 w Gimnazjum im. Bogdana Jańskiego w Krakowie
- VII Krajowa Impreza z Okazji Światowego Dnia Żółwia odbyła się 23.05.2015 w Gimnazjum im. Bogdana Jańskiego w Krakowie

14 maja 2016r. z okazji Międzynarodowego Dnia Żółwia na Wydziale Medycyny Weterynaryjnej Uniwersytetu Warmińsko-Mazurskiego w Olsztynie odbyło się seminarium poświęcone żółwiom.
- VIII Krajowa Impreza z Okazji Światowego Dnia Żółwia odbyła się 21.05.2016 w Gimnazjum im. Bogdana Jańskiego w Krakowie

- IX Krajowa Impreza z Okazji Światowego Dnia Żółwia odbyła się 20.05.2017 w Gimnazjum im. Bogdana Jańskiego w Krakowie

Podczas Krajowych Obchodów odbywają się liczne prelekcje poświęcone tym niezwykłym zwierzętom. Autorami prezentacji są osoby znane w  krajowym środowisku zoologicznym, oraz herpetologicznym, którzy zawodowo lub też prywatnie zajmują się tymi gadami. W trakcie każdej krajowej imprezy z okazji Światowego Dnia Żółwia oprócz referatów organizowane są liczne zabawy dla dzieci, wystawy artystyczne, wystawy zwierząt oraz mini giełdy. Głównym zadaniem Imprezy zgodnie z założeniami ATR jest propagowanie wiedzy na temat ochrony żółwi, ale także właściwego postępowania i hodowania ich w warunkach wiwaryjnych.